# Tipula gansuensis
Tipula gansuensis är en tvåvingeart som beskrevs av Yang 1995. Tipula gansuensis ingår i släktet Tipula och familjen storharkrankar. Inga underarter finns listade i Catalogue of Life.